# Tossal de Costa Ruera
El Tossal de Costa Ruera és una muntanya de 1.201 metres que es troba al municipi del Pont de Suert, a la comarca catalana de l'Alta Ribagorça.